# Mélanie Wenger
Mélanie Wenger, née en 1987 à Colmar, est une photographe documentariste française.

## Biographie
Titulaire d'un master de journalisme et diplômée de lettres, son choix est de se consacrer aux histoires de vie de héros de l'ordinaire.
À travers ses différents projets et reportages photographiques, Mélanie Wenger s'intéresse particulièrement aux violences sexuelles genrées.

## Réalisations
Elle privilégie l'histoire des personnes, de héros et héroïnes de l'ordinaire, de les révéler grâce à l’immédiateté de la photographie.
À partir de 2011, elle commence un travail « qui durera trois ans » sur la série Wasted Young Libya.
De 2014 à 2016, elle consacre son travail sur les migrations entre la Libye, Malte et la Belgique et le braconnage en Afrique.
En parallèle, à partir de 2014, elle développe une série documentaire au long cours dans l'intimité d'une personne âgée isolée en Bretagne, Marie-Claude, la dame aux poupées,. Elle obtient pour ce reportage le Prix HSBC pour la Photographie 2017, et publie une monographie du même titre chez Actes Sud en juillet 2017.
La série reçoit également le prix du Jury du grand Prix photographique de Bretagne en novembre 2017 à Morlaix.
Mélanie Wenger est membre du collectif Inland Stories, qui regroupe treize photographes internationaux spécialisés dans les reportages au long cours.

## Publication
- Mélanie Wenger et Sandra Reid (traduction), Marie-Claude, la dame aux poupées, Actes Sud, 2017, 99 p. (ISBN 978-2330077440)

## Expositions
- 2017 : Salon de la photographie – Strasbourg,
- 2017 : Galerie Esther Worderhoff, Paris,
- 2017 : Galifet Art Center, Aix-en-Provence,
- 2017 : Maison de la photographie, Toulon,
- 2017 : Abbey Road studio – London,
- 2017 : Galerie Arrêt sur l’Image – Bordeaux,
- 2018 : Les Photographiques – Le Mans,
- 2018 : Boutographies, Montpellier,
- 2018 : Unframed, Noor/Brassage photographique – Bruxelles,
- 2018 : Mills Pond Gallery – Long Island, New-York (USA),
- 2018 : Marie-Claude, Les photographiques, Le Mans,
- 2021 : Sugar Moon, Visa pour l’Image, Perpignan[7].

## Prix et distinctions
- 2017 : Prix HSBC pour la photographie pour « Marie-Claude, la dame aux poupées »[5]
- 2017 : Prix du Jury du grand Prix Photographique de Bretagne,
- 2018 : LensCulture Emerging Talent.